# 入笠山 (小惑星)
入笠山（にゅうかさやま、6416 Nyukasayama）は小惑星帯に位置する小惑星。1993年11月14日に長野県富士見町の入笠山天体観測所で、平沢正規と鈴木正平が発見した。
発見した観測所のある入笠山から命名された。